# دان غرونفيلد
دان غرونفيلد (بالإنجليزية: Dan Grunfeld)‏ مواليد 7 فبراير 1984 في نيوجيرسي، هو لاعب كرة سلة أمريكي. بدأ مسيرته الاحترافية في سنة 2006. يحمل الرقم 21. حقق المركز الأول في ألعاب مكابيه 2009. لعب مع إي دبليو إي باسكتس أولدنبورغ ونادي بلد الوليد لكرة السلة.

## الميداليات
| الميدالية | المسابقة          |
| --------- | ----------------- |
| ذهبية     | ألعاب مكابيه 2009 |

## روابط خارجية
- دان غرونفيلد على موقع الدوري الأوروبي لكرة السلة (الإنجليزية)
- دان غرونفيلد على موقع الدوري الإسباني لكرة السلة (الإسبانية)
- دان غرونفيلد على موقع كرة السلة الأوروبية.كوم (الإنجليزية)
- دان غرونفيلد على موقع كلية كرة السلة في سبورتس رفرنس.كوم (الإنجليزية)
- دان غرونفيلد على موقع ريلجم (الإنجليزية)
- دان غرونفيلد على موقع بروبوليرز (الإنجليزية)
- دان غرونفيلد على موقع سبورتس رفرنس (الإنجليزية)